# (32604) 2001 QP212
2001 QP212 (asteroide 32604) é um asteroide da cintura principal. Possui uma excentricidade de 0.19664700 e uma inclinação de 1.51755º.
Este asteroide foi descoberto no dia 23 de agosto de 2001 por LONEOS em Anderson Mesa.